# Lipovka (Líssie Gori)
|  | Per a altres significats, vegeu «Lipovka». |

Lipovka (en rus: Липовка) és un poble de l'óblast de Saràtov, a Rússia, segons el cens del 2010 tenia 191 habitants. Pertany al districte municipal de Líssie Gori.